# Emperador Xianzong de Tang
Emperador Xianzong de Tang (xinès tradicional: 唐宪宗, pinyin: Táng Xiànzōng) (778 - 820) va ser l'onzè emperador de la Dinastia Tang i va regnar durant 16 anys (805-820).

## Biografia
El seu nom personal era Li Chun (李純) va néixer el 778, durant el regnat del seu besavi l’emperador Daizong, al Palau Oriental. El seu pare Li Song, l'emperador Shunzong era el fill gran de Li Kuo, l'emperador Dezong, i la seva mare era la concubina de Li Song, la Consort Wang.
A la primavera del 820, va morir sobtadament i es creia que va ser assassinat per l'eunuc Chen Hongzhi. Es va dir, però, que els companys eunucs de Chen van declarar que l'emperador Xianzong havia mort per intoxicació per elixir alquímic xinès a causa dels medicaments que prenia.

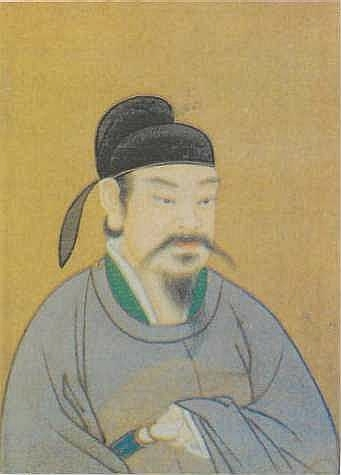
Emperador Xianzong

### Acció militar i reunificació territorial
Xianzong es va proposar frenar el poder dels governadors militars (Jiedushi). Les seves campanyes inicials van tenir força èxit, i l'exèrcit de Xianzong va derrotar a senyors de la guerra com Liu Pi, Yang Huilin (楊惠琳) el 806 i Li Qi el 807. El 813, semblava disposat a reunificar l'imperi, moltes parts del qual havien estat governades de forma independent per senyors de la guerra regionals. El primer contratemps de Xianzong va ser el 813 quan no va aconseguir derrotar el governador militar Wang Chengzong. No obstant això, cap al 817, després de la derrota de Li Shidao i la submissió de Wang, tot l'imperi tornava a estar sota l'autoritat imperial. Els historiadors posteriors es van referir al regnat de l'emperador Xianzong com la Restauració Yuanhe (元 和 中興).

### Organització política i administrativa
La restauració de l'autoritat central de Xianzong va implicar més que un domini militar. Va ser recolzat per una sèrie de mesures institucionals dissenyades per enfortir el poder dels prefectes i magistrats en contra dels seus governadors provincials, restablint-los el dret d'accés directe al govern central i donant-los una certa mesura de control sobre les forces militars.
El 811, a proposta de Li Jifu, l'emperador Xianzong va nomenar diversos funcionaris —Duan Pingzhong (段 平 仲), Wei Guanzhi, Xu Mengrong (許孟容) i Li Jiang— per revisar l'estructura governamental, racionalitzar-la, reduir el nombre de funcionaris que no realitzaven tasques crucials i revisar l'escala salarial dels funcionaris.
Com ja havia fet l'emperador Dezong, Xianzong va modificar l'estructura de poder dins el govern central, delegant part dels assumptes, en particular la redacció d'edictes i legislació, a la seva secretaria personal, l'Acadèmia Hanlin. Tot i que els membres de l'Acadèmia eren membres elegits de la burocràcia, les seves posicions com a acadèmics estaven fora del control oficial habitual. Això va acabar posant el poder de la decisió i la formulació detallada de la política en mans d'un grup que depenia completament de l'emperador.
També va potenciar una reforma fiscal, on els governs provincials ja no tenien accés a tots els ingressos de la província, ja que alguns anaven directament a la capital. El govern també va iniciar la política, que va continuar al llarg dels segles IX i X, de fragmentar les províncies.

### El poder dels eunucs
El poder dels eunucs ja va tenir una forta incidència en el procés d'elecció de Li Chun com a emperador. Com que l'emperador Shunzong seguia estant greument malalt i incapaç de parlar, un grup dels seus parents més propers — l'eunuc Li Zhongyan (李忠 言), la seva concubina Consort Niu, els erudits imperials Wang Shuwen i Wang Pi i el canceller Wei Zhiyi— es van convertir en els principals decisors. Es va dir que aquest grup d'individus temia Li Chun per la seva intel·ligència i decisió i, inicialment, Li Chun no va ser nomenat príncep hereu, però finalment els eunucs Ju Wenzhen (俱 文 珍), Liu Guangqi (劉光琦) i Xue Yingzhen (薛 盈 珍), van convocar els erudits imperials Zheng, Wei Cigong, Li Cheng i Wang Ya al Palau per redactar un edicte per a l'emperador Shunzong nomenant a Li Chun com a príncep hereu.
Va enfortir el seu control sobre les administracions provincials mitjançant un sistema de supervisors de l'exèrcit eunuc, que estaven adscrits al personal de cada governador provincial. Aquests eunucs van tenir un paper cada vegada més important, no només com a fonts d'informació i intel·ligència, sinó com a agents actius de l'emperador, capaços d'intervenir directament en els assumptes locals.